# Новоселье (Осьминское сельское поселение)
Новоселье — деревня в Осьминском сельском поселении Лужского района Ленинградской области.

## История
Деревня Новоселье упоминается на карте Санкт-Петербургской губернии Ф. Ф. Шуберта 1834 года.

НОВОСЕЛЬЯ — деревня принадлежит её величеству, число жителей по ревизии: 67 м. п., 62 ж. п. (1838 год)

Как деревня Новоселье она отмечена на карте профессора С. С. Куторги 1852 года.

НОВОСЕЛЬЯ — деревня Гдовского её величества имения, по просёлочной дороге, число дворов — 21, число душ — 61 м. п. (1856 год)

НОВОСЕЛЬЕ — деревня государственная при ручье безымянном, число дворов — 27, число жителей: 72 м. п., 79 ж. п. (1862 год)

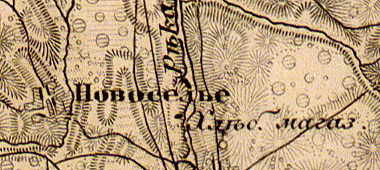
Деревня Новоселье на карте 1863 года

В XIX — начале XX века деревня административно относилась к Осьминской волости 2-го земского участка 1-го стана Гдовского уезда Санкт-Петербургской губернии.
По данным «Памятной книжки Санкт-Петербургской губернии» за 1905 год деревня Новоселье образовывала Новосельское сельское общество.
С 1917 по 1920 год деревня Новоселье входила в состав Осьминской волости Гдовского уезда.
С 1920 года, в составе Чудиновского сельсовета Кингисеппского уезда.
С 1924 года, в составе Осьминского сельсовета Осьминского района.
В 1928 году население деревни Новоселье составляло 168 человек.
По данным 1933 года деревня Новоселье также входила в состав Осьминского сельсовета Осьминского района.
C 1 августа 1941 года по 31 января 1944 года деревня находилась в оккупации.
С 1961 года, в составе Сланцевского района.
С 1963 года, в составе Лужского района.
В 1965 году население деревни Новоселье составляло 80 человек.
По данным 1966, 1973 и 1990 годов деревня Новоселье входила в состав Осьминского сельсовета Лужского района.
В 1997 году в деревне Новоселье Осьминской волости проживали 5 человек, в 2002 году — также 5 человек (все русские).
В 2007 году в деревне Новоселье Осьминского СП проживали 6 человек.

## География
Деревня расположена в северо-западной части района на автодороге 41К-027 (Старополье — Осьмино).
Расстояние до административного центра поселения — 2 км.
Расстояние до ближайшей железнодорожной станции Молосковицы — 58 км.
Деревня находится на левом берегу реки Болотце.

## Демография
| 1838 | 1862 | 1928 | 1965 | 1997 | 2007 | 2010 |
| ---- | ---- | ---- | ---- | ---- | ---- | ---- |
| 129  | ↗151 | ↗168 | ↘80  | ↘5   | ↗6   | ↘5   |
| 2017 |      |      |      |      |      |      |
| →5   |      |      |      |      |      |      |

## Улицы
Хвойная.